# Lothar Wickert
Lothar Wickert (* 31. Juli 1900 in Lissa, Provinz Posen; † 8. Februar 1989 in Köln) war ein deutscher Althistoriker.

## Leben
Wickert, Sohn eines Rechnungsrats, studierte ab 1919 an den Universitäten Breslau und Berlin Alte Geschichte und Klassische Philologie und wurde am 9. Dezember 1922 in Breslau bei Konrat Ziegler promoviert. Er war ab 1924 wissenschaftlicher Hilfsarbeiter an der Preußischen Akademie der Wissenschaften für das Corpus Inscriptionum Latinarum, habilitierte sich 1930 an der Universität Berlin und wurde 1933 an der Akademie zum wissenschaftlichen Beamten und Professor ernannt. 1935 wurde er außerordentlicher Professor an der Universität Königsberg, 1939 ordentlicher Professor für Alte Geschichte an der Universität zu Köln. 1941 trat er in die NSDAP ein. 1966 wurde er emeritiert.
Neben Arbeiten zur Epigraphik und zur römischen Geschichte veröffentlichte Wickert eine vierbändige Biographie Theodor Mommsens, der allerdings eine mangelnde Verarbeitung des umfangreichen Quellenmaterials attestiert wurde. Von 1937 bis 1944 war er Mitherausgeber der Zeitschrift Klio.
Seine Söhne sind der Bibliothekar Konrad Wickert und der evangelische Theologe Ulrich Wickert (1927–2009).

## Veröffentlichungen (Auswahl)
- De Nicolao de Valle Hesiodi et Homeri interprete. Hochschulverlag, Breslau 1922 (Dissertation).
- Inscriptiones Latii veteris Latinae. Supplementum Ostiense (= Corpus inscriptionum Latinarum. Band 14, Supplement). 2 Teile. De Gruyter, Berlin 1930.
- als Übersetzer: Michael Rostovtzeff: Gesellschaft und Wirtschaft im Römischen Kaiserreich (Originaltitel: The Social and Economic History of the Roman Empire). 2 Bände, Quelle & Meyer, Leipzig 1931.
- Princeps. In: Paulys Realencyclopädie der classischen Altertumswissenschaft. Band XXII,2, Alfred Druckenmüller, Stuttgart 1954, Sp. 1998–2296.
- Theodor Mommsen. Eine Biographie. Klostermann, Frankfurt am Main 1959–1980.
  - Band 1: Lehrjahre 1817–1844. 1959.
  - Band 2: Wanderjahre: Frankreich und Italien. 1964.
  - Band 3: Wanderjahre: Leipzig – Zürich – Breslau – Berlin. 1969.
  - Band 4: Grösse und Grenzen. 1980.
- als Herausgeber: Theodor Mommsen – Otto Jahn. Briefwechsel 1842–1868. Klostermann, Frankfurt am Main 1962.
- Drei Vorträge über Theodor Mommsen. Zum 70. Geburtstag des Verfassers herausgegeben von Heinz Bellen. Klostermann, Frankfurt am Main 1970.
- Beiträge zur Geschichte des Deutschen Archäologischen Instituts 1879 bis 1929 (= Das Deutsche Archäologische Institut, Geschichte und Dokumente. Bd. 2). Von Zabern, Mainz 1979, ISBN 3-8053-0395-5.